# Главное управление СС по вопросам расы и поселения
Главное управление СС по вопросам расы и поселения (нем. SS-Rasse- und Siedlungshauptamt, сокр. RuSHA) — одно из центральных управлений СС, занималось проверкой арийского происхождения кандидатов в СС и их родственников, вопросами переселения эсэсовских колонистов на оккупированные территории.

## История
31 декабря 1931 по распоряжению Гиммлера было сформировано Расовое управление СС (нем. Rasseamt-SS), занимавшееся расовыми исследованиями и браками членов СС, с июля 1932 года переименовано в Управление СС по вопросам расы и поселения (нем. SS-Rasse- und Siedlungsamt).
В 1933 году Управление СС по вопросам расы и поселения выдвинуло требования по стерилизации цыган и полуцыган.
30 января 1935 получило статус Главного управления, в том же году под эгидой ведомства основано общество Аненербе, а в декабре — Лебенсборн.
В 1936 году был учреждён обряд «крещения» младенцев, при котором ребенка заворачивали в шерстяное покрывало, украшенное дубовыми листьями, рунами и свастиками. Церемония наречения проходила напротив алтаря с портретом Адольфа Гитлера.
В 1940 году был разработан проект переселения европейских евреев на Мадагаскар, который, однако, не удалось осуществить.
20 января 1942 года руководитель Управления Отто Хофман участвует в совещании Ванзейской конференции.
С мая по июль 1944 года все управления в ведомстве были переформированы в управленческие группы.
3 февраля 1945 года тяжёлые бомбардировки Берлина разрушили почти все здания в районе улиц Фридрихштрассе и Хедеманштрассе, где находилось здание управления.

## Руководители
- 31 декабря 1931 — 12 сентября 1938 — обергруппенфюрер СС Вальтер Рихард Дарре
- 12 сентября 1938 — 9 июля 1940 — группенфюрер СС Гюнтер Панке
- 9 июля 1940 — 20 апреля 1943 — обергруппенфюрер СС Отто Хофман
- 20 апреля 1943 — 8 мая 1945 — обергруппенфюрер СС и генерал полиции Рихард Гильдебрандт

## Исполняющие обязанности руководителя
- 6 декабря 1943 — 7 сентября 1944 — группенфюрер СС Харальд Турнер
- 26 февраля 1945 — 8 мая 1945 — бригадефюрер СС и генерал-майор полиции Отто Хайдер

## Начальники штаба
- 24 декабря 1932—1934 — оберфюрер СС доктор Хорст Рехенбах
- 1934 — 20 марта 1935 — штурмбаннфюрер СС доктор Гюнтер Брандт
- 20 марта 1935 — 12 апреля 1935 — бригадефюрер СС Герман Харм
- 12 апреля 1935 — октябрь 1936 — штурмбаннфюрер СС Эрнст Фик
- октябрь 1936 — 1 апреля 1937 — бригадефюрер СС Герман Харм
- 1 апреля 1937 — 1 июля 1938 — оберфюрер СС Георг Эбрехт
- 1938—1943 — гауптштурмфюрер СС Гётц Беренс фон Раутенфельд
- 1943 — 8 мая 1945 — оберштурмбаннфюрер СС Фриц Швальм

## Первоначальная структура и функции
- I Amt Organisation und Verwaltungsamt (Организационное и административное управление)

Создавало организационную, кадровую и материальную базу для работы остальных управлений.
- II Amt Rassenamt (Управление по расовым вопросам)

Занималось отбором будущих членов СС по строгим критериям, проводило расовое освидетельствование.
- III Amt Schulungsamt (Управление по вопросам обучения)

Мировоззренческое воспитание членов CC в духе национал-социализма.
- IV Amt Sippen und Heiratsamt (Управление по вопросам генеалогии и браков)

Управление проводило генеалогические исследования и велась «Родовая книга СС». Также выдавалось разрешение на брак для членов СС.
Из «Указа о помолвке и браке» Гиммлера:
В соответствии с национал-социалистическим мировоззрением и сознавая, что будущее нашего народа основывается на отборе и сохранении расово чистой и наследственно здоровой крови, я, начиная с 1 января 1932, ввожу для всех неженатых членов СС обязанность получения санкции на брак.
- V Amt Siedlungsamt (Управление по вопросам поселения)

Организация поселения членов СС и их семей на оккупированных территориях.
- VI Amt fur Archiv und Zeitungswesen (Управление архива и прессы)
- VII Amt fur Bevolkerungspolitik (Управление по вопросам политики населения)

Управление проводило на оккупированных территориях расовые экспертизы населения, выявляя немцев, этнических немцев, славян, евреев и т. д.

## Последующая структура управления
- Adjudantur (Адъютантура)
- I Organisations- und Verwaltungsamt (Организационное и административное управление):
  - 5 марта 1935 — 10 декабря 1937 — бригадефюрер СС Вильгельм Майнберг
  - 10 декабря 1937 — 10 октября 1939 — оберфюрер СС Отто Боннесс
  - 10 октября 1939 — 1 ноября 1941 — оберфюрер СС Артур Борк
  - 1 ноября 1941 — 8 мая 1945 — оберфюрер СС Михаэль Файст
  - октябрь 1943 — май 1945 (и. о.) — штандартенфюрер СС Фриц Кухенбеккер
- II Schulungsamt (Управление по вопросам обучения) (1 июля 1938 года передано в состав Главного управления СС):
  - 14 апреля 1934 — 20 апреля 1935 — штандартенфюрер СС Фридрих Клумм
  - 20 апреля 1935 — 1 апреля 1937 — оберфюрер СС Карл Моц
  - 1 апреля 1937 — 1 июля 1938 — оберфюрер СС доктор Иоахим Цезарь
- III Heiratsamt (Управление по вопросам брака):
  - 1934 — 1 февраля 1942 — оберфюрер СС доктор Ганс Иоахим Конерт
  - 1 февраля 1942 — 8 мая 1945 — бригадефюрер СС и генерал-майор полиции Отто Хайдер
- IV Amt für Archiv und Zeitungswesen (Управление архивов и прессы) (в январе 1936 года расформировано)
  - 1 октября 1934 — 18 января 1936 — бригадефюрер СС Карл Мария Вилигут
- Ahnentafelamt (Родословное управление) (создано в конце декабря 1941 года):
  - 31 декабря 1941 — 1 февраля 1942 — оберфюрер СС Рихард Каасерер
  - 1 февраля 1942 — 8 мая 1945 — штурмбаннфюрер СС Фридрих-Вильгельм Осиандер
- V Amt für Volksgesundheit (Управление народного здравоохранения).
  - 1 марта 1942 — декабрь 1944 — оберфюрер СС Гельмут Поппендик
- VII Rassenamt (Управление по расовым вопросам):
  - 30 января 1935 — 1 февраля 1939 — группенфюрер СС доктор Герман Рейшле
  - 1 февраля — 1 августа 1939 — обергруппенфюрер СС Отто Хофман
  - 1 сентября 1939 — 8 мая 1945 — штандартенфюрер СС доктор Бруно Шультц
- VIII Sippenamt (Управление по вопросам генеалогии) (31 декабря 1941 года расформировано и влилось в Брачное и Расовое управления):
  - 1 февраля 1942 — 8 мая 1945 — бригадефюрер СС барон Бернд фон Канне
  - 1 июля 1937 — 1 августа 1939 — бригадефюрер СС доктор Артур Гютт
  - 1 августа 1939 — 1 декабря 1940 — обергруппенфюрер СС Отто Хофман
  - 1 июля 1937 — 1 августа 1939 — бригадефюрер СС доктор Артур Гютт
  - 1 декабря 1940 — 31 декабря 1941 — оберфюрер СС Рихард Каасерер
- IX Siedlungsamt (Управление по вопросам поселения):
  - 9 мая 1933 — 21 июня 1935 — группенфюрер СС Вернер Вилликенс
  - 21 июня 1935 — 1 июля 1937 — группенфюрер СС Герберт Бакке
  - 1 июля 1937 — 7 ноября 1939 — группенфюрер СС Курт фон Готтберг
  - 7 ноября 1939 — 1 июня 1940 — группенфюрер СС барон Вильгельм фон Хольцшуер
  - 1 июня 1940 — 8 мая 1945 — штандартенфюрер СС Генрих Толе
- X Amt für Bevölkerungspolitik (Управление по вопросам демографической политики)
- XI Fürsorge- und Versorgamt (Управление социального обеспечения и снабжения) (создано в составе Главного управления СС 15 августа 1940 года, передано в состав Главного управления по вопросам расы и поселений в январе 1942 г.):
  - январь 1942 — 8 мая 1945 — бригадефюрер СС доктор Герман Хертель

## После войны
В июле 1947 года 14 руководящим сотрудникам организации были предъявлены обвинения на Нюрнбергском процессе по делу о расовых преступлениях. Все они были обвинены в преступлениях против человечности, военных преступлениях и членстве в преступной организации СС. Все, кроме одного оправданного, были признаны виновными и приговорены к разным срокам лишения свободы.
Из Приговора Международного военного трибунала:
Ведомство СС по вопросам расы и переселений совместно с «фольксдойче миттельштелле» проявляли активность в осуществлении планов германизации оккупированных территорий в соответствии с расистскими принципами нацистской партии и были причастны к депортации евреев и других лиц ненемецкой национальности. Подразделения войск СС и айнзатцгруппы, действовавшие непосредственно под руководством Главного управления СС, использовались для осуществления этих планов.